# Lyoness
Die Lyoness International AG ist eine 2003 gegründete Schweizer Aktiengesellschaft, die sich selbst „länder- und branchenübergreifende Einkaufsgemeinschaft“ nennt. Der Hauptsitz der Gesellschaft liegt in Buchs (Kanton St. Gallen). Operativ ist das Unternehmen hauptsächlich von Graz (Steiermark) aus tätig.  Seit März 2016 ist Lyoness weltweit in 47 Ländern tätig und zählt laut Pressemitteilung über 130.000 Partnerunternehmen 13 Millionen Kunden und 250.000 Akzeptanzstellen in Europa, Nordamerika, Südamerika, im Mittleren Osten, in Asien, Australien, Neuseeland und Afrika. Das intransparente Geschäftsmodell führte zu zahlreichen Klagen und Ermittlungen gegen das Unternehmen. In Norwegen wurde Lyoness bzw. Cashback verboten, da es ein „illegales Pyramidenspiel“ sei. Auch in Italien hat die Antitrust-Behörde festgestellt, dass es sich bei Lyoness um ein Pyramidenspiel handle und das Unternehmen zu einer Strafe von 3,2 Mio. Euro verurteilt.
Im Oktober 2023 wurde das Konkursverfahren über die Lyoness International AG eröffnet. Das Unternehmen ist in die Pleite gerutscht und damit zahlungsunfähig.
2025 gab es eine Millionenpleite des Nachfolgers myWorld. Zwischen Lyoness, Lyconet und myWorld gab es über unzählige Tochtergesellschaften und Namensänderungen sowohl bei den Verantwortlichen als auch bei den Besitzverhältnissen, teils sogar bei den Firmenadressen, immer wieder Überschneidungen. Laut Creditreform kommt myWorld auf 47 ausländische und eine inländische Tochterfirma.

## Geschäftsmodell
| Mitglieder- und Partnerentwicklung | Mitglieder- und Partnerentwicklung | Mitglieder- und Partnerentwicklung |
|                                    | Mitglieder                         | Partner                            |
| ---------------------------------- | ---------------------------------- | ---------------------------------- |
| Juli 2004                          | 7.600                              |                                    |
| Juli 2008                          | 310.000                            | 14.000                             |
| Oktober 2008                       | 350.000                            | 14.000                             |
| Juli 2009                          | 520.000                            | 15.000                             |
| November 2009                      | 750.000                            | 16.000                             |
| Mai 2010                           | 980.000                            | 17.000                             |
| November 2010                      | 1.200.000                          | 18.500                             |
| Januar 2011                        | 1.500.000                          | 18.500                             |
| August 2011                        | 1.700.000                          | 18.500                             |
| November 2011                      | 1.900.000                          | 20.000                             |
| Mai 2012                           | 2.000.000                          | 20.000                             |
| Juli 2012                          | 2.200.000                          | 20.000                             |
| März 2013                          | 2.700.000                          | 29.000                             |
| Juni 2013                          | 3.000.000                          | 29.000                             |
| Oktober 2013                       | 3.300.000                          | 32.000                             |
| Juni 2014                          | 4.000.000                          | 40.000                             |
| Dezember 2015                      | 5.000.000                          | 50.000                             |

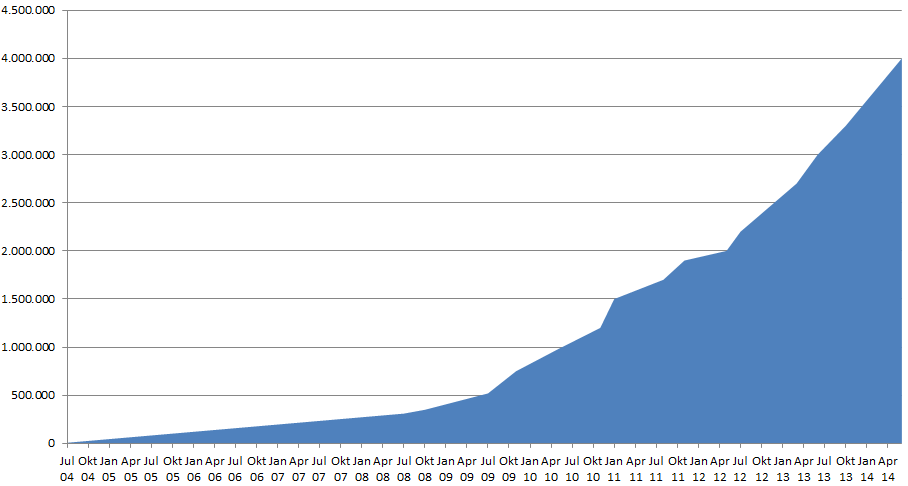
Mitgliederentwicklung der Lyoness International AG

Das Unternehmen unterhält drei unterschiedliche Geschäftsmodelle:
1. Einkaufsgemeinschaft („Cashback Community“)
2. Kundenbindungsprogramm („Cashback Solutions“)
3. Vertrieb (Empfehlungsmarketing „Lyconet“)

Als branchenübergreifende internationale Einkaufsgemeinschaft handelt Lyoness mit Partnerunternehmen Einkaufskonditionen aus, die an Mitglieder weitergegeben werden. Das Mitglied kann auf vier Arten bei den Partnerunternehmen einkaufen, um die Vorteile zu lukrieren:
- Cashback Card von Lyoness
- Mobile Cashback, Gutscheinerstellung am Smartphone und auf Tablet-PCs via Lyoness-App
- Cashback Gutscheine Bezug von Originalgutscheinen des jeweiligen Partnerunternehmens über Lyoness
- Online Shopping bei Partnerunternehmen über die Lyoness-Website

Mitglieder erhalten auf entsprechende Einkäufe Preisrückerstattungen oder Punkte zum Einkauf in der so genannten „Lyoness Loyalty Mall“, einem Online-Shop. Auch für Einkäufe von von einem Mitglied angeworbene weitere Mitglieder gibt es geringe Boni entsprechend derer Umsätze.

### Sponsoring und öffentliches Engagement
Das Unternehmen war Sponsor von SK Rapid Wien, und unterstützt verschiedene Veranstaltungen im öffentlichen Bereich wie das Austrian Golf Open die European Juniors League, das Schwarzl Seefestival oder den RTL-Spendenmarathon. Lyoness gründete die Child and Family Foundation und die Greenfinity Foundation. Die Finanzierung der Stiftungen erfolgt teilweise über die Umsätze des Konzerns.

## Unternehmensstruktur

### Internationale Organisation
Der Lyoness International AG sind als Stabsstellen folgende Organisationen zugeordnet: Lyoness Group AG, Lyoness Child and Family Foundation (Stiftung), Lyoness Greenfinity Foundation (Stiftung). Die International AG ist fünf Kontinentalorganisationen übergeordnet.

### Kontinentale Organisationen
Die kontinentalen Organisationen werden als Aktiengesellschaften ausgebildet, diese sind:
- Lyoness Europe AG (Gründung 2003) mit Fokus auf Europa hat ihren Sitz in Buchs SG.[42]  Die Lyoness Management GmbH (mittlerweile als Firma gelöscht)[43] und Lyoness Service Center GmbH dienten hier als Stabsstelle. Mit Ende Oktober 2023 wurde das Konkurs über die Lyoness Europe AG eröffnet.[44]
- Lyoness America Inc. mit Fokus auf Nordamerika hat ihren Sitz in Fort Lauderdale[45] Mittlerweile wurde diese Firma aufgelöst.[46]
- Lyoness IMEA SA (Gründung: 2011) mit Fokus auf den Mittleren Osten und Afrika hat ihren Sitz in Buchs SG.[42] - Diese Firma ist gelöscht.
- Lyoness South America S.A. (Gründung 2011) mit Fokus auf Südamerika[1] - Mittlerweile ist diese Firma aufgelöst worden.[47]
- Lyoness Asia Limited (Gründung 2011) mit Fokus auf Asien mit Australien aber ohne den Mittleren Osten hat ihren Sitz in Hongkong.[1]

### Länderorganisationen
Die 47 Länderorganisationen sind den Kontinentalorganisationen untergeordnet und als Gesellschaften mit beschränkter Haftung ausgeführt, sie werden in Abhängigkeit vom Vertriebserfolg gegründet.

### Internationale Kooperationen
Sportvereine, -verbände, gemeinnützige Organisationen und Unternehmen betreiben eigene Stammkundenbindungsprogramme mit Cashback Card, die von Lyoness als Operator umgesetzt werden.
- MotoGP[49] (via Dorna Sports)[50]
- SK Rapid Wien[51]
- HC Slovan Bratislava[52]
- SK Slavia Prag[53]
- Legia Warschau[54]
- Federazione Italiana Golf[55]
- Lechia Gdańsk[56]
- Lech Posen[57]
- Wislwa Krakau[58]
- Landesfeuerwehrverband Steiermark[59]
- HC Kometa Brno[60]
- Velux EHF Final4[61]
- Jokerit Helsinki[62]

### 360 Innovation Lab - Startup Accelerator
Im Oktober 2020 gab man den Rückzug aus dem Startup-Geschäft bekannt. Die 360 Lab Innovation Gruppe wollte als Startup-Acceleator agieren und auch Investments tätigen.

## Kritik am Geschäftsmodell und rechtliche Auseinandersetzungen
Dem Konzern wurde ein undurchsichtiges Geschäftsmodell und das Betreiben eines illegalen Schneeballsystems vorgeworfen. Sowohl die österreichische Arbeiterkammer, der österreichische Verein für Konsumenteninformation, als auch der Schweizerische Beobachter mahnen eine skeptische bzw. kritische Haltung gegenüber den versprochenen Vorteilen des Konzerns ein. Das Schweizer Konsumentenmagazin K-Tipp führt Lyoness auf einer „Warnliste“ allgemeiner Konsumentenfallen. Will der Kunde mehr Rendite erzielen, muss er faktisch für 3000 Schweizer Franken das Lyoness-Business-Paket erwerben. Dieser Umstand wird als Indiz für ein Schneeballsystem angesehen; da dieser Erwerb jedoch freiwillig erfolgt, liege kein Gesetzesverstoß vor.
In einem Urteil des Handelsgerichts Wien wurde das Geschäftsmodell von Lyoness als verpöntes Schneeballsystem iSd UWG qualifiziert (HG Wien 30. November 2015, 1 R 192/14b).
Am 13. November 2012, am 27. November 2012 und am 24. April 2013 sendete der Österreichische Rundfunk (ORF) eine Reihe kritische Reportagen zu Lyoness’ Geschäftsmodell. Am 19. August 2013 strahlte der südafrikanische Fernsehsender CNBCAfrica.com ebenso einen kritischen Beitrag aus, bei dem es um den Vorwurf des verdeckten Pyramidenspiels (Ponzi-Scheme) geht. Ende August 2013 brachte der öffentlich-rechtliche Fernsehsender Rundfunk Berlin-Brandenburg im Rahmen der Sendereihe was einen kritischen Beitrag rund um die umstrittene Einkaufsgemeinschaft und deren Werbeveranstaltungen in Deutschland.
In einem von Lyoness selbst beauftragten und im September 2013 veröffentlichten Gutachten stellte Peter Lewisch, Professor am Institut für Strafrecht und Kriminologie an der Universität Wien, fest, dass es sich nicht um ein Pyramidenspiel im Sinne des österreichischen Strafgesetzbuches handele.
In Österreich ist trotz eines 2011 teilweise eingestellten Verfahrens der Hauptvorwurf der „finanziellen Malversationen“ in Form eines „illegalen Gewinnerwartungssystems“ bzw. „pyramidenartig aufgebauten Schneeballsystems“ nach wie vor aufrecht. Das Landesgericht Krems an der Donau kam in einer Urteilsbegründung zum Schluss, dass das Geschäftsmodell von Lyoness einem Schneeballsystem so ähnlich sei, dass die Verträge zwischen ihr und den betreffenden Businesskunden nichtig seien. Das Urteil wurde rechtskräftig, Lyoness verzichtete auf eine Berufung. Mit Stand 31. Januar 2014 ermittelt die Korruptionsstaatsanwaltschaft in Österreich aktuell noch gegen Lyoness. „Es wird weiter ermittelt. Das Verfahren ist nach wie vor anhängig“, sagte Oberstaatsanwältin Carmen Prior.
Der Verein für Konsumenteninformation (VKI) hat erfolgreich die Grazer Einkaufsgemeinschaft Lyoness verklagt. Insgesamt seien 61 Klauseln in den Allgemeinen Geschäftsbedingungen (AGB) und Zusatz-AGB bei Lyoness gesetzeswidrig, das sei ein Negativrekord. Die Behörden in Schweden, Norwegen und Polen ermitteln gegen Lyoness unter dem Verdacht, dass es sich um ein betrügerisches Schneeballsystem handele. Das Australian Federal Court lehnte im Oktober 2015 eine Klage der Australian Competition and Consumer Commission (ACCC) wegen Betrieb eines Schneeballsystems ab. Am 17. Februar 2015 wurde eine Sammelklagen-Aktion gegen die umstrittene Einkaufsgemeinschaft in allen 46 Ländern, in denen Lyoness tätig ist, gestartet. Am 20. November 2015 qualifizierte das Handelsgericht in einem Urteil gegen Lyoness, dass es sich bei Teilen des Geschäftsmodelles um ein unerlaubtes Schneeballsystem handelt.
Das Oberlandesgericht Wien hat im Zuge des bei der Wirtschafts- und Korruptionsstaatsanwaltschaft anhängigen Ermittlungsverfahrens am 12. April 2016 entschieden, dass Lyoness kein Pyramidenspiel im strafrechtlichen Sinne (§ 168a StGB) ist und somit sind die Ermittlungen eingestellt. Die Entscheidung betrifft jedoch nicht den noch bestehenden Vorwurf des Verstoßes gegen das Kapitalmarktgesetz, hinsichtlich welchem die Ermittlungen weiterlaufen.
Der Generalsekretär des ÖGV (Österreichische Golfverband) teilte mit, dass seit Juni 2016 mit Lyoness keine Kooperation mehr bestehe. Lyoness kündigte im März 2015 eine wegweisende und langfristige Partnerschaft mit dem ÖGV und seinen 100.000 Mitgliedern an. Die ÖGV Cashback Card (Mitgliedskarte mit Funktionen einer Lyoness Cashback Card) wurde nach einem Jahr bereits wieder eingestellt.
Auch die Golf Open Event GmbH und Lyoness gehen ab 2018 mit den „Lyoness Golf Open“ getrennte Wege, obwohl ein Vertrag bis 2020 bestand. Die „Lyoness Golf Open“ werden ab 2018 durch das „Shot Clock Masters“ ersetzt.

### Abmahnung eines Partnerunternehmens durch Mastercard
Im Juni 2016 bestätigte der Mastercard-Österreich-Chef, dass Mastercard nie eine direkte Geschäftsbeziehung mit Lyoness hatte. Die Transaktionen seien über eine unter anderem in Großbritannien registrierte Kartenausgabefirma gelaufen. Dieser Mastercard-Lizenznehmer habe zahlreiche Kartenprogramme, unter anderem das Lyoness-Programm, aufgelegt. Das Lyoness-Programm war von Mastercard nicht genehmigt worden. Der Lizenznehmer von Mastercard selbst, der sich mit Lyoness eingelassen hatte, sei deswegen mehrfach abgemahnt worden.
Im Juli 2016 wurde recherchiert, dass es sich bei diesem Drittanbieter u. a. um die Firma „MyCard International LLC“ handelte. Hinter dieser Firma stand Gerhard Buckholz, also Lyoness selbst. Gerhard Buckholz ist am 21. Dezember 2015 aus der Lyoness IMEA SA ausgetreten und jetzt im Ruhestand. Parallel zu seiner Tätigkeit bei Lyoness IMEA SA hatte er 2014 die Firma „MyCard International LLC“ mit Sitz in Gibraltar gegründet.

### FinTech-Unternehmen Zinspilot (Deposit Solutions) distanziert sich von Lyoness
Das Unternehmen bestätigte, dass sie mit einem Affiliate-Netzwerk zusammen arbeite, welches wiederum zahlreiche Partner umfasst. Über einen dieser Partner wurde Zinspilot auch auf der Lyoness-Website gelistet. Selbst hatte Zinspilot nie eine Vertragsbeziehung mit Lyoness. Die Firma hat nun ihre Affiliate-Partner aufgefordert die Zinspilot-Inhalte von der betreffenden Seite zu entfernen.

### Europas größte Versandapotheke „Zur-Rose Group AG“ dementiert Partnerschaft
Die Geschäftsführung dementiert eine Zusammenarbeit mit Lyoness und hat nun die notwendigen Schritte eingeleitet, damit der Unternehmensname von der Lyoness-Website gelöscht wird.

### Arbeiterkammer warnt von Lyoness-Klon Lyconet & Cashback World
Die Arbeiterkammer Vorarlberg warnt vor Lyconet, bis vor kurzem als Lyoness bekannt. Cashback World ist eine Marke der MyWorld Solutions, der neuen Firma von Lyoness. Auch Minderjährige werden für Network-Marketing angeworben und „wunderbare Gewinnaussichten“ versprochen. „Immer dann, wenn die versprochenen Gewinne nur dann eintreten, wenn ich weitere Personen suche, die wiederum weitere Personen suchen müssen, dann sollten die Alarmglocken klingen“ wird ein Konsumentenschützer zitiert.

### Gerichtsurteile in der Schweiz und in Österreich
Verschiedene Gerichte in Österreich und der Schweiz haben in Urteilen das Geschäftsmodell als illegales Schneeballsystem gemäß der jeweiligen Richtlinien bewertet. Obendrein seien Klauseln in Geschäftsbedingungen gesetzeswidrig, da sie intransparent seien und die Lyoness-Mitglieder gröblich benachteiligten.

### Laufende Ermittlung der Staatsanwaltschaft in Deutschland
Bei der Staatsanwaltschaft Köln – Abteilung Wirtschaftskriminalität – ist seit Juni 2016 ein Ermittlungsverfahren wegen Betruges gegen den/die Geschäftsführer der Lyoness Deutschland GmbH anhängig.
Die Deutsche Bundesanstalt für Finanzdienstleistung (BaFin) bestätigt Ermittlungen zur DECC (German Customer Cloud).
Unter dem Geschäftszeichen HGS-QB 9100-2018/0136 wurde bei der BaFin – Referat ZR 3 – eine Überprüfung der angebotenen DECC eingeleitet. (Stand 6. März 2018)

### Lyoness Norway AS mit aktuellem Beschluss der norwegischen Behörde Loteritilsynet vom 31. Mai 2018 endgültig in Norwegen verboten
Die Entscheidung der norwegischen Behörde vom 31. Mai 2018 richtet sich an die myWorld Norway AS (ehemals Lyoness Norway AS) und Lyoness Europe AG, es betrifft aber auch etwa 152.000 norwegische Mitglieder und 1.000 norwegische Händler, die Lyoness im Einnahmesystem angegeben hat.

### Verhängung einer Strafe über 3,2 Millionen Euro für Lyoness Italia S.r.L.
Die italienische Wettbewerbsbehörde Autorità Garante della Concorrenza e del Mercato hat Lyoness am 14. Januar 2019 mit einer Gesamtstrafe von 3,2 Millionen Euro wegen eines Pyramidensystems und irreführender Werbung bestraft.

## Verbraucherschutz-Warnung
Die Verbraucherschutz-Sendung Vorsicht, Falle! warnte exemplarisch vor der „Cashback-Masche“ und interviewte den auf undurchsichtige Geschäftsmodelle spezialisierten Journalisten Ben Ecker.
In der TV-Dokumentation Schnell online Geld verdienen - Influencer, Netzwerke und leere Versprechen (2022) decken Experten auf, dass das ganze Unternehmen mit seinen Tochterfirmen nichts anderes als ein betrügerisches Schneeballsystem ist.